# Крупица (Херсонская область)
Крупица (укр. Крупиця) — село в Новорайской сельской общине Бериславского района Херсонской области Украины.
Почтовый индекс — 74370. Телефонный код — 5546. Код КОАТУУ — 6520688202.

## Население
Население по переписи 2001 года составляло 211 человек.

### Языковой состав
Родной язык населения по данным переписи 2001 года:
| Язык       | Численность, чел. | Доля     |
| ---------- | ----------------- | -------- |
| Украинский | 199               | 94,31 %  |
| Русский    | 12                | 5,69 %   |
| Итого      | 211               | 100,00 % |

## Местный совет
74370, Херсонская обл., Бериславский р-н, пос. Червоный Маяк, ул. Центральная, 5